# Brognaturo
Brognaturo est une commune italienne de la province de Vibo Valentia dans la région Calabre en Italie.

## Administration
| Période                                  | Période  | Identité                    | Étiquette    | Qualité |
| ---------------------------------------- | -------- | --------------------------- | ------------ | ------- |
| 07 mai 2012                              | En cours | Iennarella Giuseppe Antonio | lista civica |         |
| Les données manquantes sont à compléter. |          |                             |              |         |

### Communes limitrophes
Badolato, Cardinale, Guardavalle, San Sostene, Santa Caterina dello Ionio, Simbario, Spadola, Stilo